# Südalpenweg

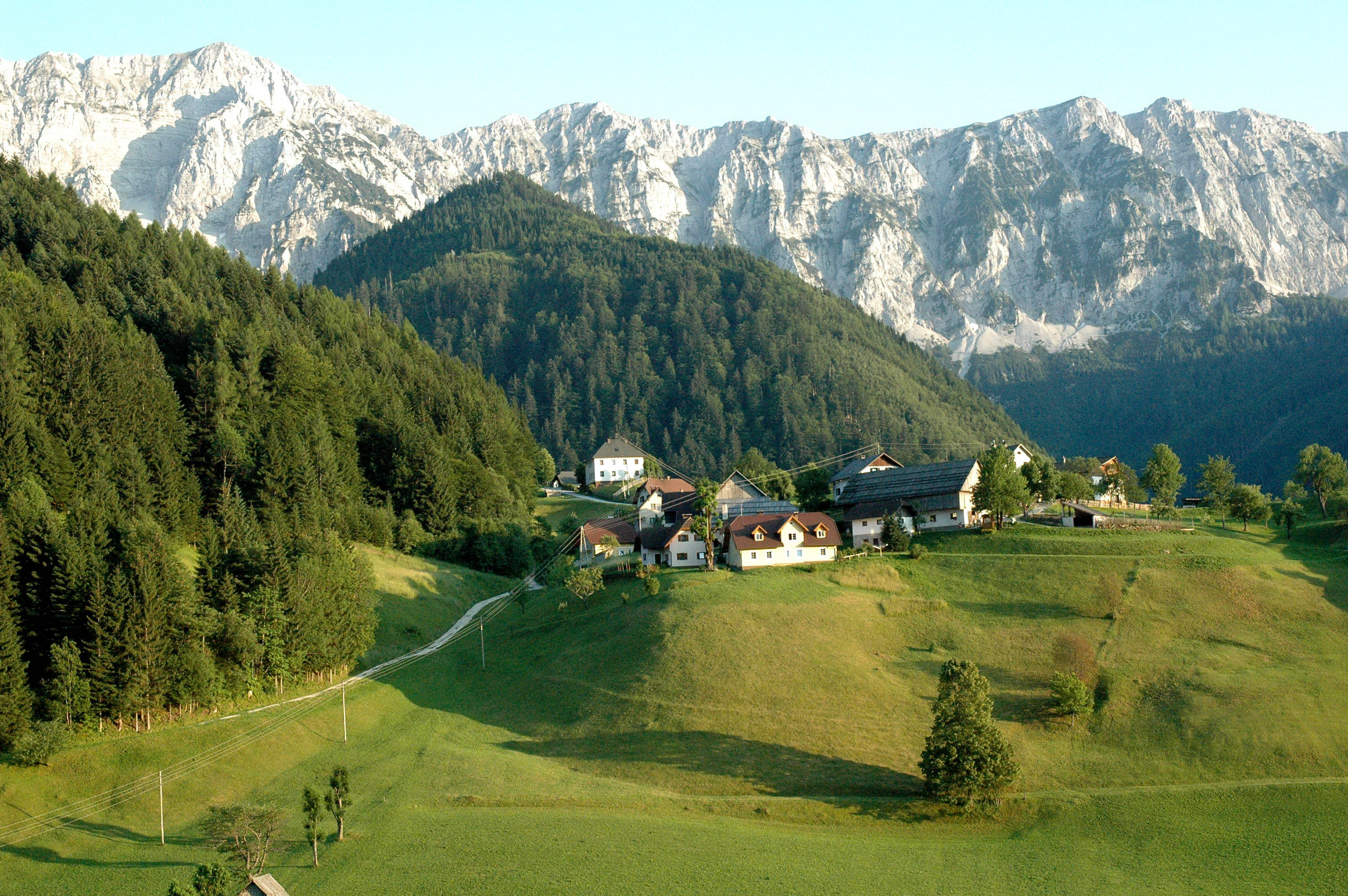
Die Koschuta bei Zell-Pfarre

Der Südalpenweg (auch Südalpiner Weitwanderweg oder Österreichischer Weitwanderweg 03) ist ein Weitwanderweg in Österreich von Bad Radkersburg nach Sillian, ein alternativer Endpunkt ist Arnbach. Seine Route verläuft durch die Bundesländer Steiermark, Kärnten und (Ost-)Tirol, stellenweise wird auch slowenisches und italienisches Gebiet betreten.
Er wurde 1981 eröffnet, für die Durchwanderung des rund 500 km langen Weges ist eine Gehzeit von etwa dreieinhalb Wochen zu veranschlagen.

## Verlauf
Von Bad Radkersburg führt der Weg nach Westen, mehr oder weniger dem Lauf der Mur folgend, nach Mureck und Spielfeld. Ab dort kann auf zwei Routen nach Leutschach und weiter auf die Remschniggalm gewandert werden. Auf dem Höhenrücken des Poßruck verläuft der Weg zur Kapunerhütte und zum Radlpass. Nun weiter nach Laaken, beim Jantschkifels wird das Bundesland Kärnten betreten, bevor es vom Hühnerkogel hinab nach Lavamünd geht.
Von Bleiburg verläuft die Route auf die Feistritzer Spitze, dem ersten Karawankengipfel und gleichzeitig dem ersten Zweitausender entlang des Weges. Nach längerem Abstieg wird Bad Eisenkappel erreicht, wo der Aufstieg zur Eisenkappler Hütte in Angriff genommen wird. Der Gipfel des Hochobir kann bestiegen werden, liegt aber nicht direkt am Weg. Unterhalb der Koschuta wird nach Zell-Pfarre gewandert, weiter über den Jauernik in den zu Ferlach gehörenden Ort Waidisch.
Über das Ferlacher Horn gelangt man ins Bodental, der Stinzesteig bringt die Wanderer zur Klagenfurter Hütte. Nach Rosenbach wird über die Wallfahrtskirche Maria Elend gewandert, sofern nicht die Nebenroute über die Kahlkogelhütte (Koča na Golici) in Slowenien gewählt wird. Von der Bertahütte kann optional der Mittagskogel (Karawanken) erstiegen werden, anschließend geht es vorbei an Altfinkenstein zum Wurzenpass und über das Dreiländereck Österreich-Slowenien-Italien nach Thörl-Maglern.
Nun wird gleichlaufend mit dem Karnischen Höhenweg dem Karnischen Hauptkamm gefolgt. Über die Feistritzer Alm und Egger Alm führt die Route zum Nassfeld, unterhalb des Trogkofels weiter zur Zollnersee Hütte. Nach Überquerung der Plöckenpass Straße wird die Wolayerseehütte erreicht. Nun vorwiegend über italienisches Gebiet zum Hochweißsteinhaus. Wer die nun folgende hochalpine Route entlang des Grenzkamms zur bereits in Osttirol liegenden Porzehütte scheut, kann über eine einfachere Variante über die italienischen Almen ausweichen.
Unter der Großen Kinigat vorbei wird die Pfannspitze erklommen, mit 2678 m der höchste Punkt des Weges. Von dort geht es weiter über die Obstansersee-Hütte zum letzten Stützpunkt auf dem Weg, der Sillianer Hütte. Von dort braucht nur mehr zum Ende des Südalpenweges in Sillian bzw. alternativ im benachbarten Arnbach abgestiegen werden.
Der letzte Abschnitt vom Nassfeld bis nach Arnbach ist auch Teil des Europäischen Fernwanderwegs E10.

## Markierung

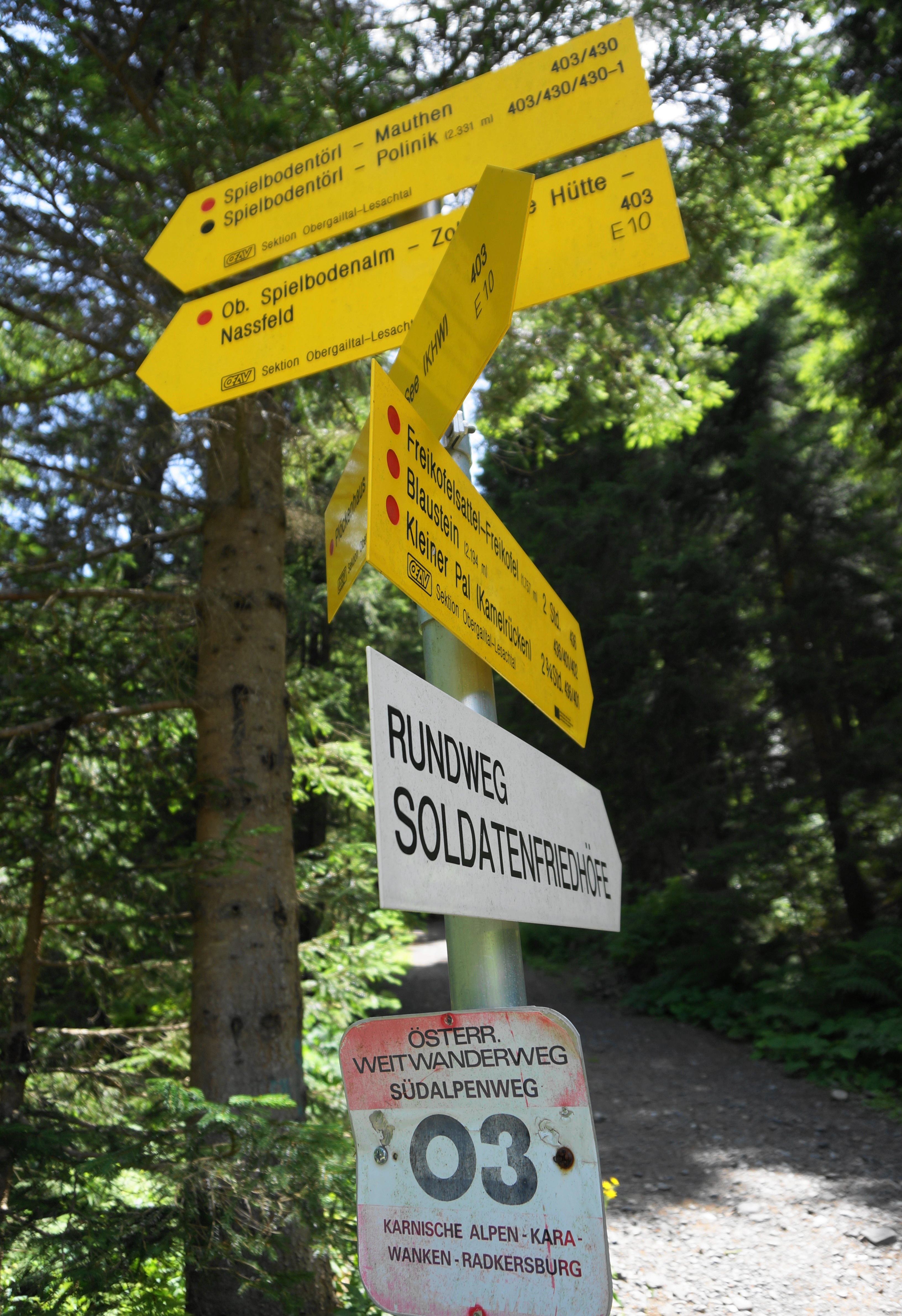
Rot-weiß-rote Markierungstafel

Der Weg ist mit rot-weiß-roten Farbzeichen und der Wegnummer 03 markiert. Teilstrecken des Nord-Süd-Weitwanderweges sind mit 403, 503, 603 und 703 (z. B. Thörl-Maglern bis Sillian: 403) bezeichnet. Es gibt einige Wegvarianten, welche mit 03A oder 03B gekennzeichnet sind.
Der Verlauf des Weitwanderwegs 03 wird durch die österreichischen alpinen Vereine festgelegt, Ansprechpartner und Auskunftsstelle ist die Sektion Weitwanderer des Österreichischen Alpenvereins, die auch den Wanderführer zu diesem Weg herausgibt. Nach Durchwanderung des Weges kann dort ein Abzeichen angefordert werden.